# مدیریت ماتریسی

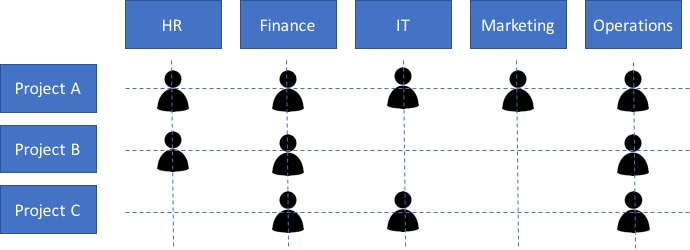
مدیریت ماتریسی

مدیریت ماتریسی (انگلیسی: Matrix management) نوعی مدیریت سازمانی در ساختار سازمانی می‌باشد، که در آن افراد با مهارت‌های مشابه برای کارهای مشابه به هم ملحق می‌شوند.